# Erika Connolly
Erika Connolly (nascida Brown; Modesto, 27 de agosto de 1998) é uma nadadora estadunidense, medalhista olímpica.

## Carreira
Formada pela Universidade do Tennessee, Connolly conquistou a medalha de bronze nos Jogos Olímpicos de Verão de 2020 em Tóquio na prova de revezamento 4×100 m livre feminino, ao lado de Catie DeLoof, Abbey Weitzeil, Natalie Hinds, Simone Manuel, Allison Schmitt e Olivia Smoliga, com a marca de 3:32.81.